# أكسل مالبيرج
أكسل مالبيرج (بالألمانية: Axel Milberg) هو ممثل ألماني، ولد في 1 أغسطس 1956 بكيل في ألمانيا.

## أعمال

### أفلام
- (1983) محض جنون
- (2009) الدولي[4]
- (2012) حنة آرندت[5]

## وصلات خارجية
- أكسل مالبيرج على موقع IMDb (الإنجليزية)
- أكسل مالبيرج على موقع مونزينجر (الألمانية)
- أكسل مالبيرج على موقع قاعدة بيانات الأفلام العربية
- أكسل مالبيرج على موقع ألو سيني (الفرنسية)
- أكسل مالبيرج على موقع ميوزك برينز (الإنجليزية)
- أكسل مالبيرج على موقع أول موفي (الإنجليزية)
- أكسل مالبيرج على موقع قاعدة بيانات الأفلام السويدية (السويدية)
- أكسل مالبيرج على موقع ديسكوغز (الإنجليزية)
- أكسل مالبيرج على موقع قاعدة بيانات الفيلم (الإنجليزية)
- أكسل مالبيرج على موقع كينوبويسك (الروسية)